# 野付半島

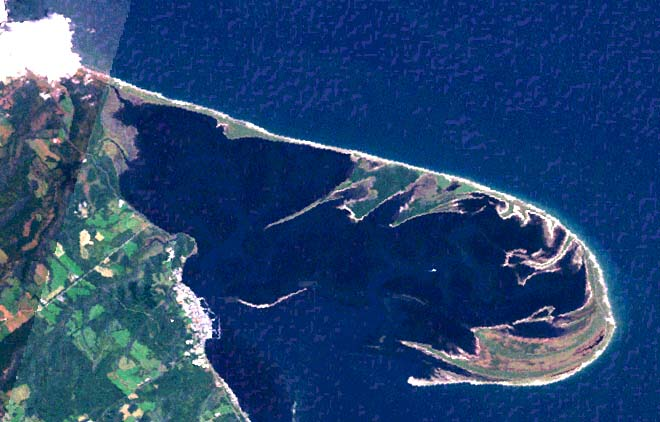
野付半島衛星照。

野付半島（日语：／ Notsuke hantō */?）是日本北海道東北部的一個砂質地形半島，突出於野付水道與國後島相望，沙嘴總長約28公里，為日本第一。行政上屬於北海道標津郡標津町與野付郡別海町。
「野付半島·野付灣」為濕地公約登錄濕地。

## 概要
半島底部屬標津町，其他大部分屬別海町。別海町所屬的前端僅有野付半島自然中心、漁業設施，及土木、建設相關資材放置場，無人居住。
野付半島自然中心位於往椴原的步道入口，有專員常駐進行野付半島周邊的動植物與地理、歷史的解說展示，及動植物觀察會等各種活動。設有餐廳與商店。另有往返椴原的收費巴士可搭乘。
名稱來自阿伊努語的「not-kew」，意思是下顎。

## 自然
野付半島現屬野付風蓮道立自然公園，沙嘴圍繞的灣部稱作野付灣，可見泥灘與大葉藻。此地有豐富的底棲生物（甲殼類與貝類等），因此吸引了黃足鷸、黃嘴天鵝、黑雁、丹頂鶴、長尾雀、蘆鵐等候鳥飛來，每年數量可達2萬隻以上。冬季與知床半島一樣可見虎頭海鵰與白尾海鵰聚集。因此，2005年11月1日指定為「國指定野付半島·野付灣鳥獸保護區（集團渡來地）」（面積6,146公頃，其中特別保護地區6,053公頃），同年11月8日登錄為濕地公約登錄濕地。夏秋兩季因步道兩旁花朵綻放被稱作『Flower Road』（フラワーロード）。此外，椴原（庫頁冷杉枯木群）與海蓬子也是當地特殊景觀。
陸生動物有白鼬、伶鼬、谷地鼠、北海道赤狐、蝦夷鹿等哺乳類。另有許多蝶類及蜻蛉目，與特有種熊蜂（納沙布丸花蜂，ノサップマルハナバチ，Bombus florilegus）。納沙布丸花蜂僅分布於南部千島列島、根室半島、野付半島。
透過觀光船可觀察到在灣內沙洲休息的斑海豹。半島周邊還有小鬚鯨、太平洋斑紋海豚、港灣鼠海豚等鯨類出沒。有時還可發現虎鯨，並曾有發現白鯨的記錄。
2022年6月，環境省將野付半島與風蓮湖、根室半島周邊列為新國定公園規劃區域。目標在2030年以前將現有的野付風蓮道立自然公園擴大升格為國定公園。

## 氣候
地處寒冷地域，溫和但短暫的春季與秋季非常引人注目。夏季多霧，7月上旬白天有時也僅11℃左右。冬季降雪量不多，風大但天氣晴朗。冬季有時也可發現到流冰。

## 歷史、文化
江戶時代後期成為與千島列島交易及漁業的據點，曾有漁業聚落「キラク」存在。現在可在當地發現該時代的墓地等遺跡。2004年10月22日與打瀨舟一同選定為北海道遺產。

## 半島周邊
半島前端的野付水道對岸為北方四島之一的國後島螻向崎（Весловский полуостров）。視野良好時還可遠眺該島的泊山（戈洛弗寧山）。

## 交通
- 北海道道950號野付風蓮公園線（日语：北海道道950号野付風蓮公園線）
- 阿寒巴士（日语：阿寒バス）於7月中旬〜8月中旬運行標津出發的路線巴士。

## 関連項目
- 日本秘境百選
- 野付埼燈塔（日语：野付埼灯台）

## 外部連結
- 野付半島自然中心 （页面存档备份，存于）

43°36′1″N 145°17′51.4″E / 43.60028°N 145.297611°E